# A vörös grófnő (film)
A vörös grófnő I–II. 1984-ben készült színes filmdráma Károlyi Mihályné emlékiratai, levelezése és a rendezővel folytatott beszélgetései alapján.
A film körülbelül az 1910-től 1919. július 4-ig terjedő időszakot jeleníti meg életéből.

## Szereplők
- Károlyi Mihályné (a prológusban személyesen)
- Katus, Károlyi Mihályné, Andrássy Katinka – Básti Juli
- Károlyi Mihály – Bács Ferenc
- Ifj. gróf Andrássy Gyula, Duci bácsi – Kállai Ferenc
- Gróf Andrássy Gyuláné – Temessy Hédi
- Pálffy Geraldine, Károlyi nevelőanyja – Tolnay Klári
- Kája, Katus húga – Molnár Ildikó
- Boji, Katus nővére – Tóth Éva
- Ilona, Katus idősebb nővére – Frajt Edit
- Pallavicini György – Reviczky Gábor
- Széchenyi László – Rubold Ödön
- Tisza István – Tordy Géza
- Jászi Oszkár – Bálint András
- Madeleine, Károlyi barátnője – Tordai Teri
- Madeleine férje – Benkő Gyula
- Kéry Pál – Tahi Tóth László
- Jávorszky Imre – Körtvélyessy Zsolt
- Edit, Katus barátnője – Kútvölgyi Erzsébet
- Orvos – Hetényi Pál
- Festetics Sándor – Dózsa László
- Gizella grófnő – Rák Kati
- Újságíró – Némethy Ferenc
- Újságíró – Puskás Tamás
- Gyula – Sörös Sándor
- József főherceg – Fülöp Zsigmond
- Margit – Soós Edit

További szereplők:
Ambrus András, Békés Itala, Cserhalmi Erzsébet, Fáy László, Ferenczy Csongor, Fonyó István, Izsóf Vilmos, Koffler Gizella, Muharay Piroska, Németh László, Perédi László, Szokolay Ottó, Tóth Tamás és Tyll Attila.

## A történet
Gróf Andrássy Katinka a híres, előkelő és bámulatosan gazdag Andrássy családba született. Három lánytestvére volt. Édesapjuk korai halála után annak öccse, Duci bácsi lett a családfő. A család a legelőkelőbb arisztokrata családokkal állt rokonságban.
Katinkát különösen kamaszkorától fojtogatta a szigorúnak érzett neveltetés, és a maga módján lázad is ez ellen – eleinte egyfajta arisztokratikus feminizmussal. Úgy érzi, újdonsült nézeteihez nem fog párt találni a környezetében, de még az osztályában sem.
Azonban a politika szeszélye úgy hozza, hogy nevelőapja közeledni kezdett Károlyi Mihály németellenes, háborúellenes politikai irányvonalához, s egy nap Katinka találkozik a hozzájuk politikai egyeztetésre érkező  gróffal. Bár a férfi sokkal idősebb nála, mégis kölcsönösen felfigyelnek egymásra. Katinka családi beszélgetésekben ugyanis már sok, fülének kedves rosszat hallott Károlyiról: demokratikus gondolkodásáról, barátkozásáról polgári radikálisokkal sőt szocialistákkal, és egyéb bűneiről. Károlyi nézetei a hatalmasok németbarát kardcsörtetését látva abban foglalhatók össze, hogy ha a németek győznek, még inkább a fejünkre nőnek, ha azonban az oldalukon elveszítjük a háborút, az az ország szétesését vonja maga után annak minden rettenetes következményével.
Ám Andrássy Katinkának hosszas, kemény küzdelmet kell folytatnia, míg a megrögzött agglegényt sikerül rábírnia a házasságra.
Különösen mivel a közelgő háború, majd a világháborús tragédia egyre több elfoglaltságot jelent Károlyi számára, aki úgy látja, Magyarország a teljes pusztulásába rohan.
Gróf Tisza István beismerése után, miszerint ezt a háborút elveszítettük, Károlyi reménykedik, hogy Magyarország a nemzetiségeknek tett megfelelő engedményekkel még megmenthető.
De az arisztokrácia a régihez ragaszkodik mindenáron. Katinka sógora, Pallavicini György nyíltan ki is mondja, hogy az már egy másik Magyarország lenne. Ők abból nem kérnek.
Az összeomlás közeledtével a király emiatt mégsem Károlyit nevezi ki miniszterelnöknek.
Ám az események Bécsben is, Budapesten is felgyorsulnak. A katonák és a város népe kikényszerítik a forradalmat, a népköztársaság kikiáltását. Károlyi lesz az első köztársasági elnök.
A kezdeti eufória múltával érkezik a megdöbbentő felismerés, milyen katasztrofális a helyzet valójában. Az ország már nem csak nélkülözik, hanem egyenesen nyomorog. Az Antant és a Kis-Antant szorongatja minden irányból. Az arisztokraták és a régi katonatisztek ebben a helyzetben is képesek a köztársaság ellen szervezkedni. Sőt, az ellenséggel is összejátszani.
A kegyelemdöfést Károlyi pozíciójának a Vix-jegyzék adja meg, amelynek teljesítésével teljesen magyarlakta területek kerülnének a demarkációs vonal mögé.
Károlyi tudja, le kell mondania, de maradék befolyásával megpróbál mérsékeltebb, szocialista kormányt megbízni. Ám aláíratlan lemondó nyilatkozatát felolvassák a Munkástanácsban, ahol kikiáltják a Tanácsköztársaságot.
Károlyi csalódott a tanácskormány mellőzése miatt, de az ország érdekében hajlandó nyugati kapcsolatait is latba vetni. Követi megbízást teljesít Bécsben, de eredménytelenek tárgyalási próbálkozásai.
A tanácsköztársaság bukása előtt távoznak az országból. Károlyival ellentétben Katinka szerint csupán rövid időre. De ismét Károlyi balsejtelmei igazolódnak. Huszonhét évig nem léphetnek magyar földre.

## Díjak
- XVII. Magyar Játékfilmszemle, 1985, szakmai díjakː
  - Básti Juli alakításáért
  - Kemenes Fanni jelmezeiért

- XIV. Moszkvai Nemzetközi Filmfesztivál, 1985
  - Básti Juli – Legjobb színésznő díja

- - Jelölés – fődíjra̠ː Kovács András

## Forgatási helyszínek
A film jelentős része eredeti helyszínen, a tiszadobi Andrássy-kastélyban játszódik, ahol egyébként Károlyiné is született.
Szintén eredeti helyszínként szerepel a budapesti Kecskeméti (akkoriban Egyetem) utcai Károlyi-palota is, amely ma a  Petőfi Irodalmi Múzeumnak ad otthont.
A parlamentben játszódó jeleneteket pedig jól felismerhetően, valóban az Országház folyosóin, nagytermében forgatták.
Pár jelenetet a fehérvárcsurgói Károlyi-kastélyban is forgattak.

## Érdekességek
- A Széchenyi László által emlegetett, majd a filmben is megjelenített, arisztokrata szereplőkkel forgatott némafilm (A 300 éves ember, 1914, r.: Fodor Aladár) elveszett.
- A Dózsa László alakításában megjelenő Festetics Sándor hadügyminiszter, Károlyi sógora, kevésbé felismerhető formában megjelenik Bereményi Géza A tanítványok című filmje Sándor grófjaként is. Ott Csutoros Sándor személyesítette meg.
- Az egyik telefonos jelenet, amikor Magasházy László Károlyiéknál keresi Pallavicini Györgyöt, feltehetően utalás arra az 1918 novemberében indult tiszti összeesküvésre,[1] amely puccsal Schnetzer Ferenc tábornokot kívánta diktátorként Károlyi helyére állítani.
- A film abból a szempontból is érdekes, hogy kizárólag egy osztálya ellen lázadó, osztályát elhagyó grófnő emlékirataiban lelhetők fel a visszásságai az arisztokrácia és az alsóbb néposztályok mindennapi érintkezései során jelentkező, néha mulatságos részletei. Például amikor a Károlyi autójáért aggódó, szemlátomás ideges sofőr minden sürgős mondandójához is kötelezően hozzáteszi, hogy „méltóságos grófnő” ahelyett, hogy egyszerűen „most jobbra” vagy „balra” instrukciót adna, vagy megfogná a kormányt. Vagy például amikor a földeken átvágó fürdőruhás grófkisasszonyokat hirtelen megállva a munkával megsüvegelik az ott arató cselédek, holott nyilván tapintatosabb lett volna nem észrevenni őket.

Más feldolgozások ilyen jeleneteknek a bemutatását általában kerülni igyekeznek.
- A színészek mai szemmel hitelesnek tűnően alakították az arisztokratákat. Alig-alig csúszott be néhány apróbb hiba.